# Al-Samawa

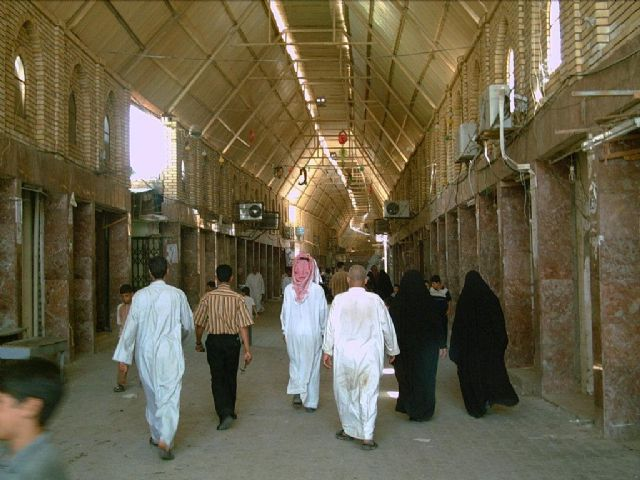
Inomhusmarknaden Suq al-Masgoof i al-Samawa.

al-Samawa (alternativt: as-Samawa, eller Samawa, arabiska السماوة) är en stad i södra Irak och är den administrativa huvudorten för provinsen al-Muthanna. Den är belägen vid floden Eufrat i den norra delen av provinsen, ungefär halvvägs mellan Bagdad och Basra. Det finns inga officiella uppgifter från sen tid över stadens invånarantal, men distriktet som hör till staden uppskattades ha 288 710 invånare 2009, på en yta av 941 km².

## Historia
Staden, främst shiitisk, skars av nästan helt av Saddam efter Gulfkriget. Historiskt sett har Samawah dock varit en blandad judisk och shia-stad. Terroriseringen av den judiska minoriteten av arabiska nationalister på 1940- och 50-talen drev de flesta av dem i exil. Torat-synagogan, som har varit övergiven sedan judarnas flykt, finns fortfarande i kvarteret qushla på Samawahs östra strand. Under en etnisk utrotningskampanj 1979–81 sågs shia-irakier som ansågs vara av persiskt ursprung mördades eller deporterades av Saddam Husseins baathistregim. De flesta från Samawah flydde till feylikurdiska områden i Irak (khanaqin) och Iran (Ilam) för att undvika förföljelsen och sökte skydd bland feylierna, flyktingarna bemöttes väl och togs emot av feylikurdiska familjer. 
Idag finns det fortfarande en liten befolkning av kristna assyrier i staden.